# Parthe
Die Parthe ist ein Fluss in Sachsen, der im Glastener Forst zwischen Colditz und Bad Lausick entspringt und nach 56,7 Kilometern Flusslauf im Leipziger Gewässerknoten in die Weiße Elster mündet.

## Verlauf
In Glasten vereinigen sich die etwa gleich großen Bäche Gossenbach und Lehnbach zur eigentlichen Parthe. Gossenbach leitet sich von Gossenborn ab, dem historischen Namen der Quelle in der Gemarkung des zu Bad Lausick gehörenden Dorfes Glasten, und Lehnbach von einem Lehnbrief des sächsischen Markgrafen Friedrich des Strengen 1349, der Erstnennungsurkunde des Ortes Glasten.
Auf ihrem Lauf durch die Leipziger Tieflandsbucht durchfließt die Parthe die Gemeinden und Städte Groß- und Kleinbardau (Ortsteile von Grimma), Parthenstein, Naunhof, Beucha, Borsdorf, Panitzsch, Taucha und Leipzig.
In Leipzig mündete bis in die frühen 1950er Jahre der Pleißemühlgraben im Zoologischen Garten in die Parthe, die dann bis zur Mündung in die Weiße Elster bisweilen auch als Pleißemühlgraben oder auch Pleiße bezeichnet wurde. Die starke Verschmutzung des Wassers des Pleißemühlgrabens durch die Braunkohlenindustrie war den Zootieren nicht mehr zumutbar, weshalb der Pleißemühlgraben am Naturkundemuseum in den Elstermühlgraben geführt und sein Bett bis zum Zoo verfüllt wurde. Seitdem übernahm die Parthe allein das Flussbett des Pleißemühlgrabens bis zur Mündung in die Weiße Elster.
2021 wurden Pläne bekannt, den Pleißemühlgraben wieder vom Elstermühlgraben zu trennen, seinen alten Verlauf zu öffnen und ihn im Rahmen der Errichtung der Anlage Feuerland des Zoos wieder mit der Parthe zu vereinen.

## Hydromorphologie
Ab Parthenstein fließt die Parthe im ehemaligen Bett der Leipziger Mulde, welche sich im Altpleistozän nördlich des heutigen Leipzig mit der Saale vereinigte. Mächtige Schotterablagerungen um Naunhof stammen aus dieser Zeit und wurden bisher in großem Ausmaß zur Gewinnung von Trinkwasser sowie Baumaterial genutzt. Die Mulde wurde zum Ende der Saalekaltzeit vor etwa 130.000 bis 160.000 Jahren durch Gletscherablagerungen (Tauchaer Endmoräne) abgeriegelt, brach in der Folge bei Grimma durch und fließt seitdem in grob nördlicher Richtung nach Wurzen und Eilenburg weiter.
Der Flusslauf ist zum Hochwasserschutz vor allem in seinem Unterlauf etwa ab Naunhof schon seit dem letzten Drittel des 19. Jahrhunderts von zahlreichen Begradigungen und Kanalisierungen betroffen. Im inneren Leipziger Stadtgebiet verläuft die Parthe teilweise als schmales Gewässer in einem breiten steinernen Bett.

## Zuflüsse
In die Parthe münden unter anderem der Schnellbach, der Gladegraben, die Faule Parthe, der Todgraben, der Mittelgraben, der Grenzgraben, die Threne, der Zauchgraben, der Kittelgraben, der Cunnersdorfer Bach, der Statitzgraben, der Lösegraben, der Hasengraben und der Rüdgengraben.
Bis zum Ende des 19. Jahrhunderts mündete auch die Östliche Rietzschke in die Parthe, sie wurde jedoch in die Leipziger Kanalisation eingebunden.

## Namen
Der Fluss wurde im Jahr 1021 („inter … Pardam fluvios“) erstmals schriftlich erwähnt. Der Name der Parthe ist vermutlich slawischen Ursprungs und bedeutet „die Stinkende“. Eine alternative Etymologie leitet den Namen vom germanischen Wort *fardi- für „Fahrt“ ab und wäre dann von den slawischen Siedlern als Parda übernommen worden.
Nach der Parthe wurden unter anderem die Gemeinde Parthenstein, die Dörfer Großbardau (13. Jh.: Parda), Kleinbardau (13. Jh.: Wenigen Parda) und das Autobahndreieck Parthenaue (Einmündung der A 38 in die A 14) benannt.

## Hochwasser

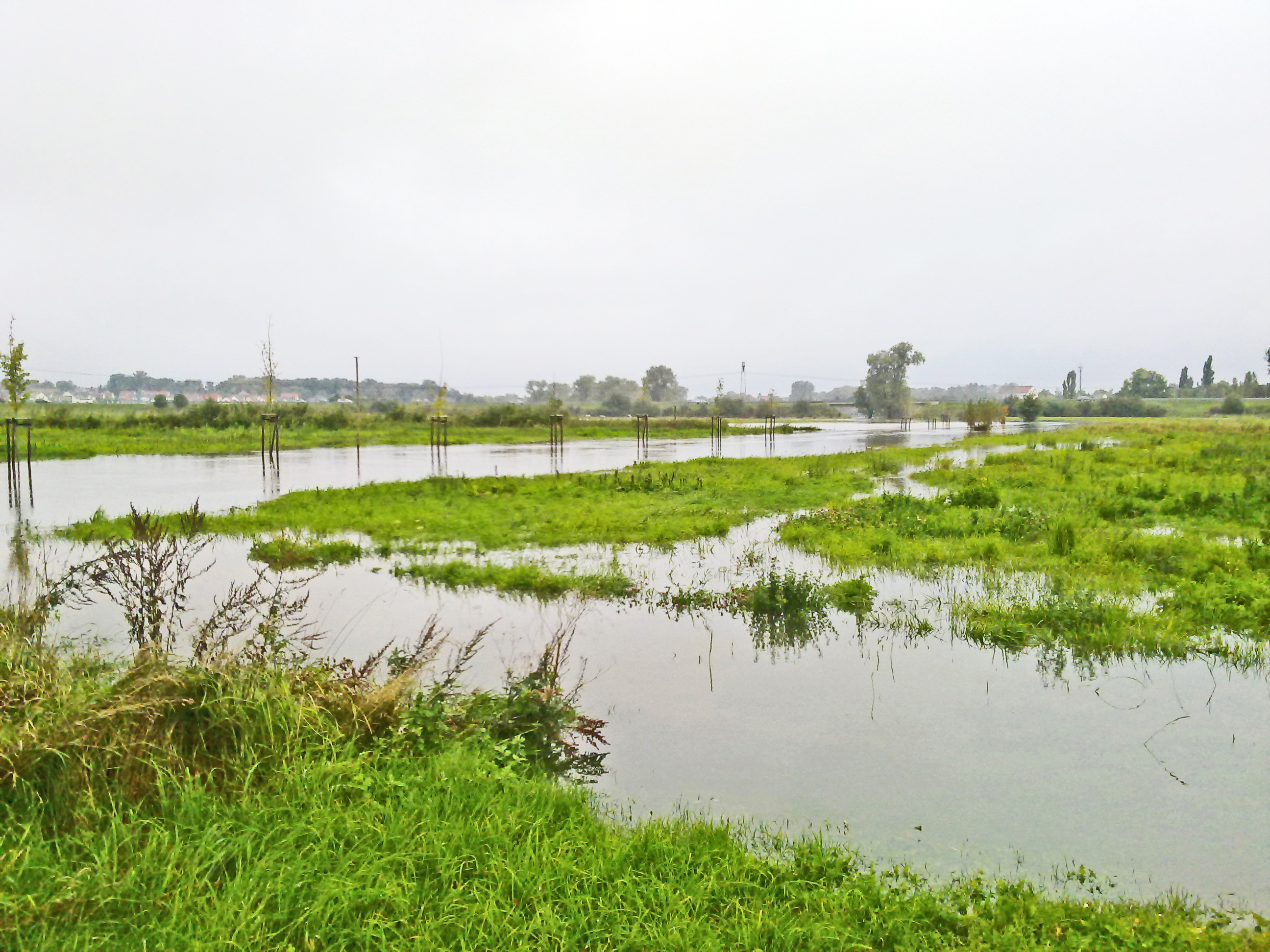
Hochwasser zwischen Borsdorf und Panitzsch (28. September 2010)

Schon einen Tag bevor die Scheitelwelle des Jahrhunderthochwassers 2002 die Stadt Grimma an der Mulde erreichte, war aufgrund der Nähe zum Parthen-Quellgebiet der maximale Hochwasserstand am Oberlauf der Parthe zu verzeichnen. Am Nachmittag des 12. August 2002 wurden dabei in Großbardau ein Teil des Feuerwehrhauses, eine Tischlerei und verschiedene Keller knietief überschwemmt, in Kleinbardau gar eine Wohnung. Zwischen den Dörfern wurde die Parthe um 1940 tiefergelegt und kanalisiert, was innerorts gelegentlich zu Rückstau und weitläufigen Überflutungen führt. Nahe dem ehemaligen Feuerwehrhaus Großbardau befindet sich an einem Zaun eine Tafel mit den Hochwasserständen seit 1980. Der Pegel in Leipzig-Thekla ist online ablesbar.
Auch vom Hochwasser 2010 war die Parthe betroffen.

## Naherholung und Naturschutz
In weiten Streckenabschnitten entlang der Parthe führt die 51 Kilometer lange Parthe-Mulde-Radroute von Grimma über Naunhof, Borsdorf und Taucha nach Leipzig. Sie ist Teil eines acht Radwege umfassenden Netzes zwischen Leipzig, der Vereinigten bzw. Freiberger Mulde sowie der Elbe.
In Taucha und Leipzig-Abtnaundorf durchfließt die Parthe parkähnliche Anlagen.
Der Zweckverband Parthenaue, dem die Städte Leipzig und Taucha sowie die Gemeinde Borsdorf angehören, hat sich der Pflege und dem Erhalt der Kulturlandschaft verschrieben. Große Teile des Flussverlaufs sind im Norden Leipzigs über Plaußig, Taucha bis Panitzsch als „Landschaftsschutzgebiet Parthenaue – Machern“ unter Schutz gestellt. Südlich von Panitzsch beginnt das „Landschaftsschutzgebiet Partheaue“, das sich – jeweils unter Ausschluss der Ortslagen – über Borsdorf, Albrechtshain, Polenz (mit großen Teilen des Naturschutzgebietes Polenzwald), Naunhof, Großsteinberg, Pomßen, Grethen, Rohrbach, Otterwisch, Großbuch, Bernbruch, Groß- und Kleinbardau bis nach Glasten hinzieht.
Das Projekt „KunstParcours und ParkNetzwerk Parthe“ will mit bleibenden und auch vergänglichen Kunstwerken, mit Veranstaltungen und mit Bürger einbeziehenden Kunstaktionen für die Parthenaue und ihre Parks ein verbindendes, unverwechselbares Erscheinungsbild zeichnen.
Trotz des Landschaftsschutzes plant der Freistaat die Trasse der B 87n durch die Parthenaue zwischen Borsdorf und Taucha, wogegen sich der Protest von Bürgerinitiativen richtet. Am 26. Januar 2013 unterzeichneten politische und gesellschaftliche Vertreter die „Tauchaer Erklärung“ gegen die Zerschneidung von Aue und Endmoränenlandschaft.

Partheverlauf in Bildern
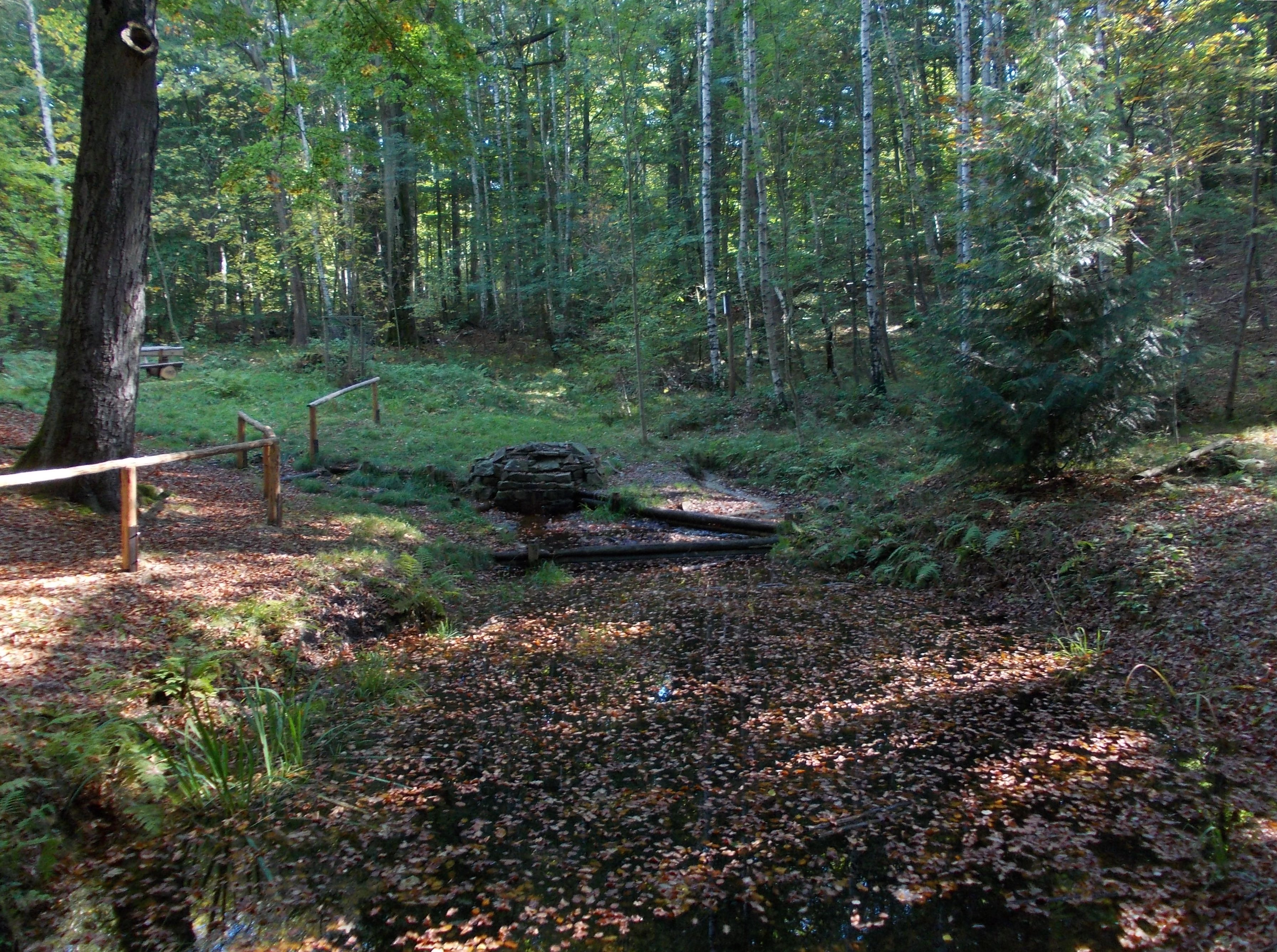
Parthequelle Gossenborn
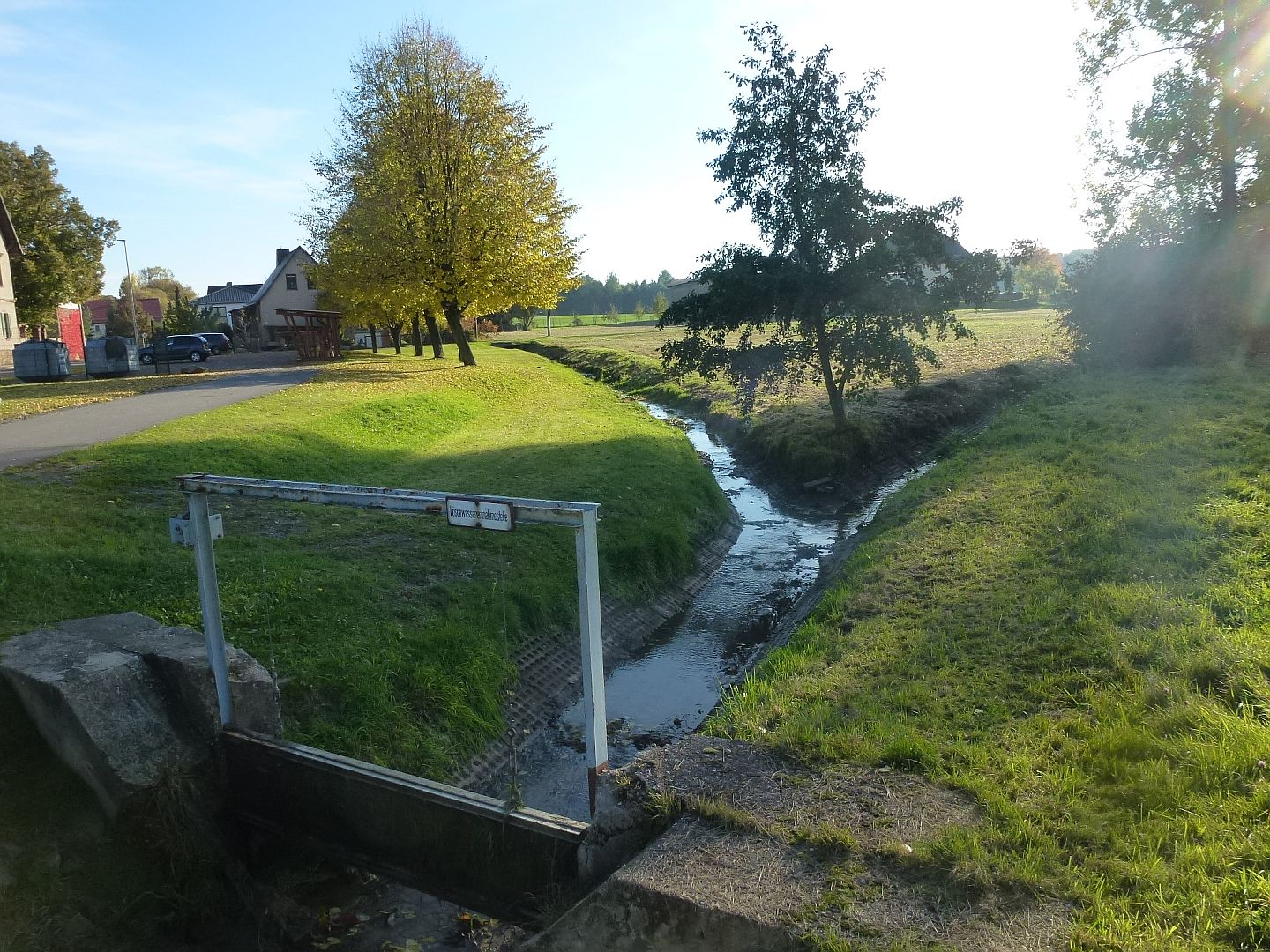
Vereinigung der Quellbäche
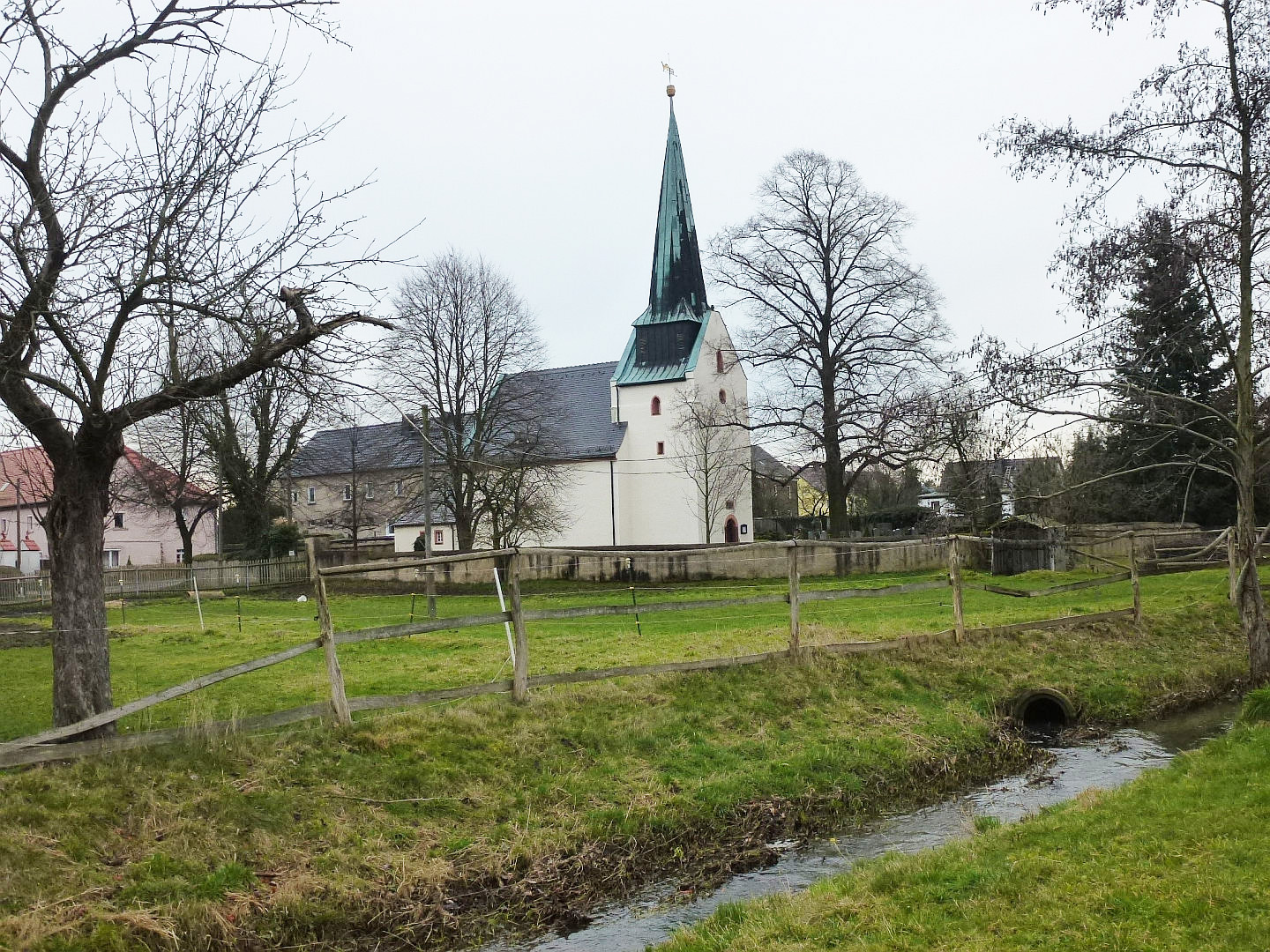
Parthe in Kleinbardau
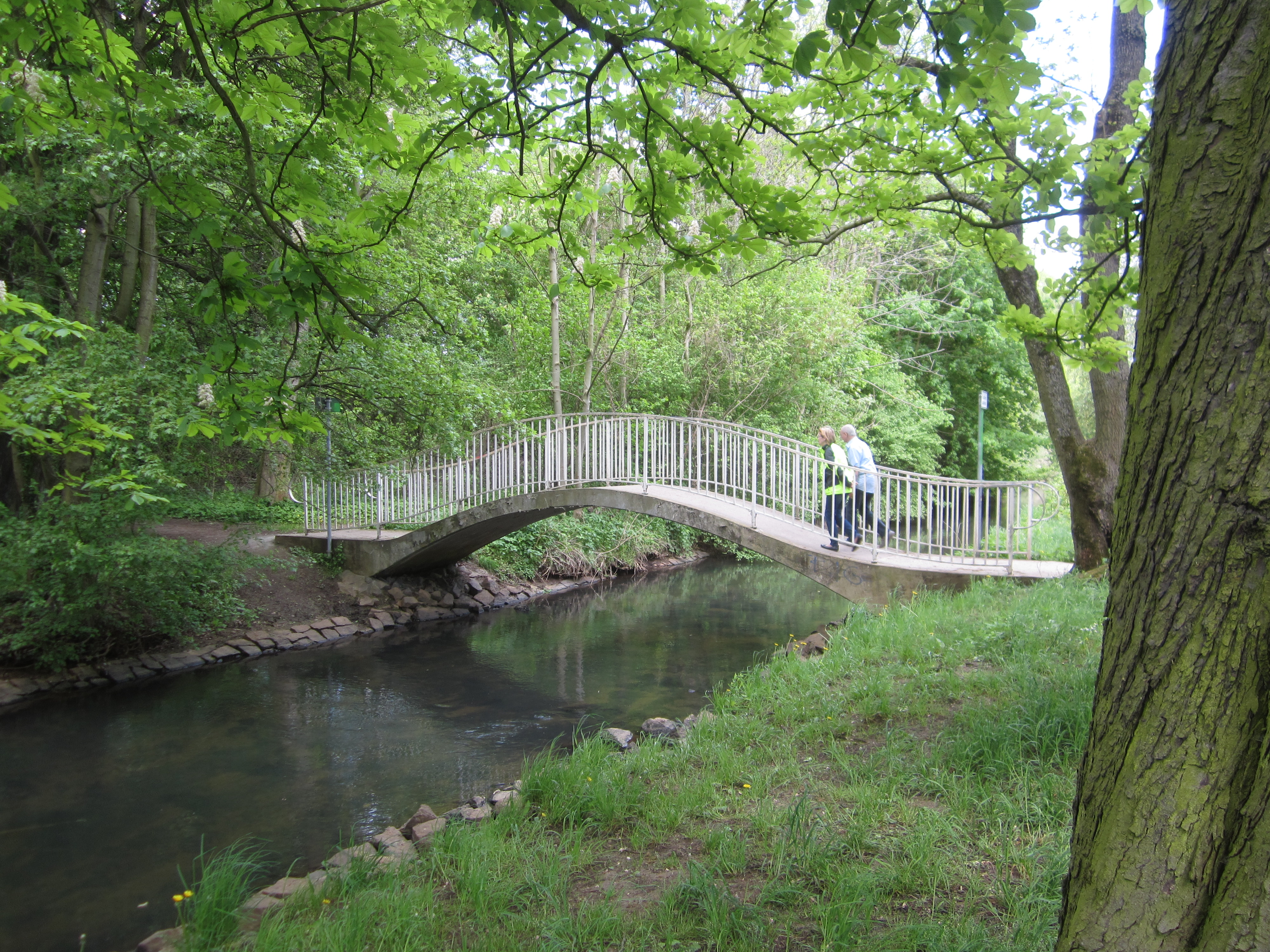
Am Abtnaundorfer Park
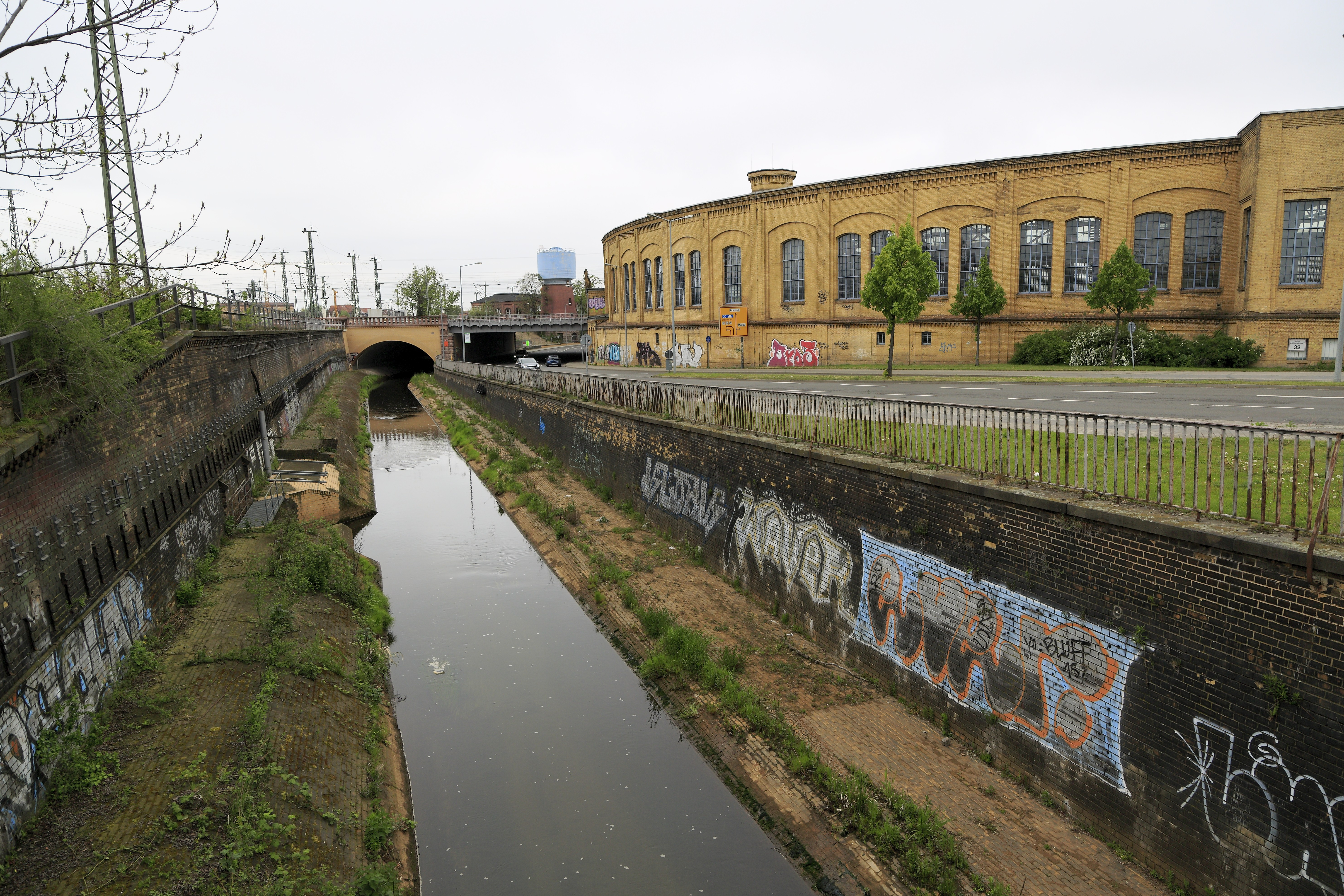
Kanalisiert in Leipzig
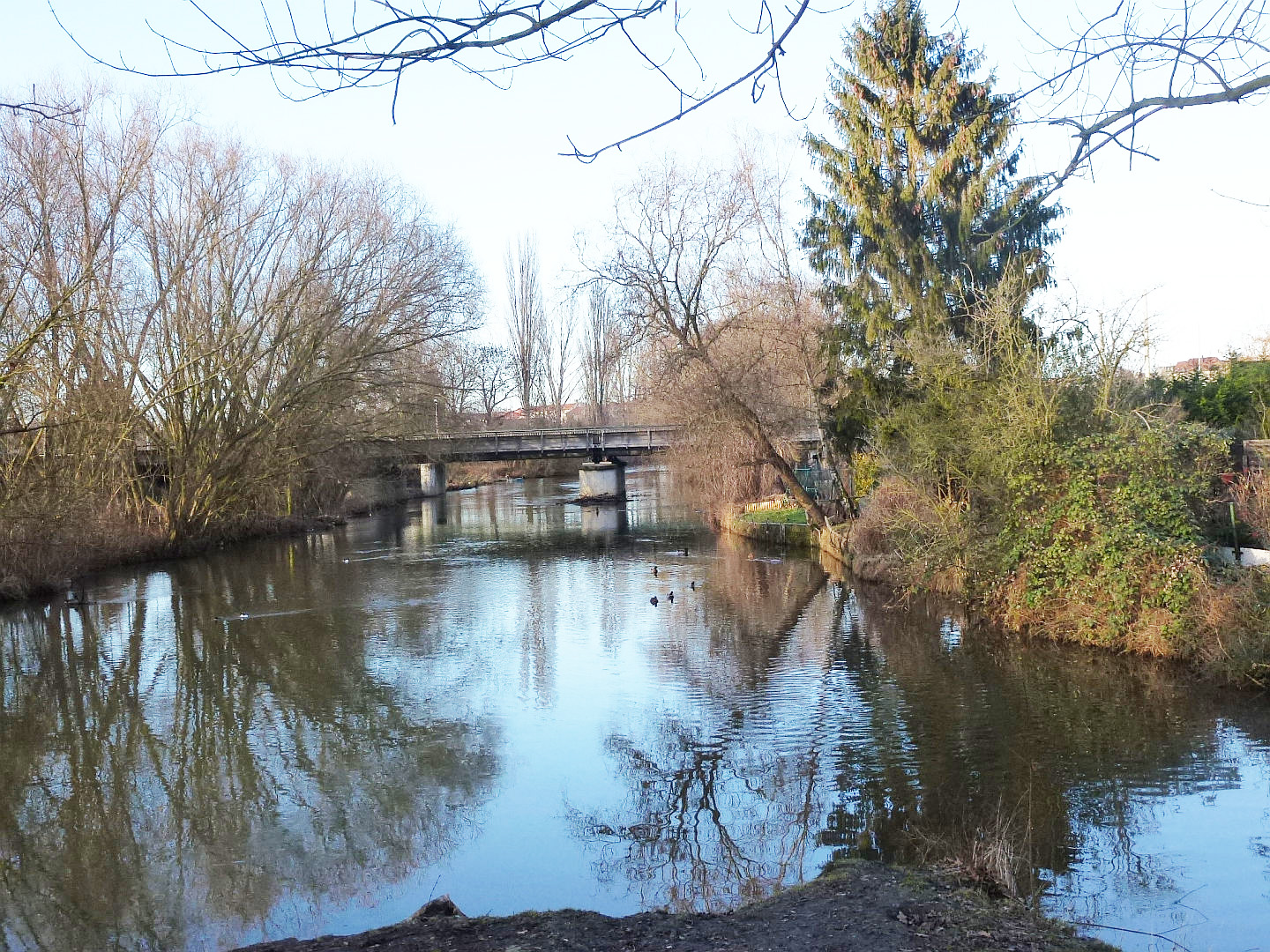
Mündung in die Weiße Elster

## Weiteres

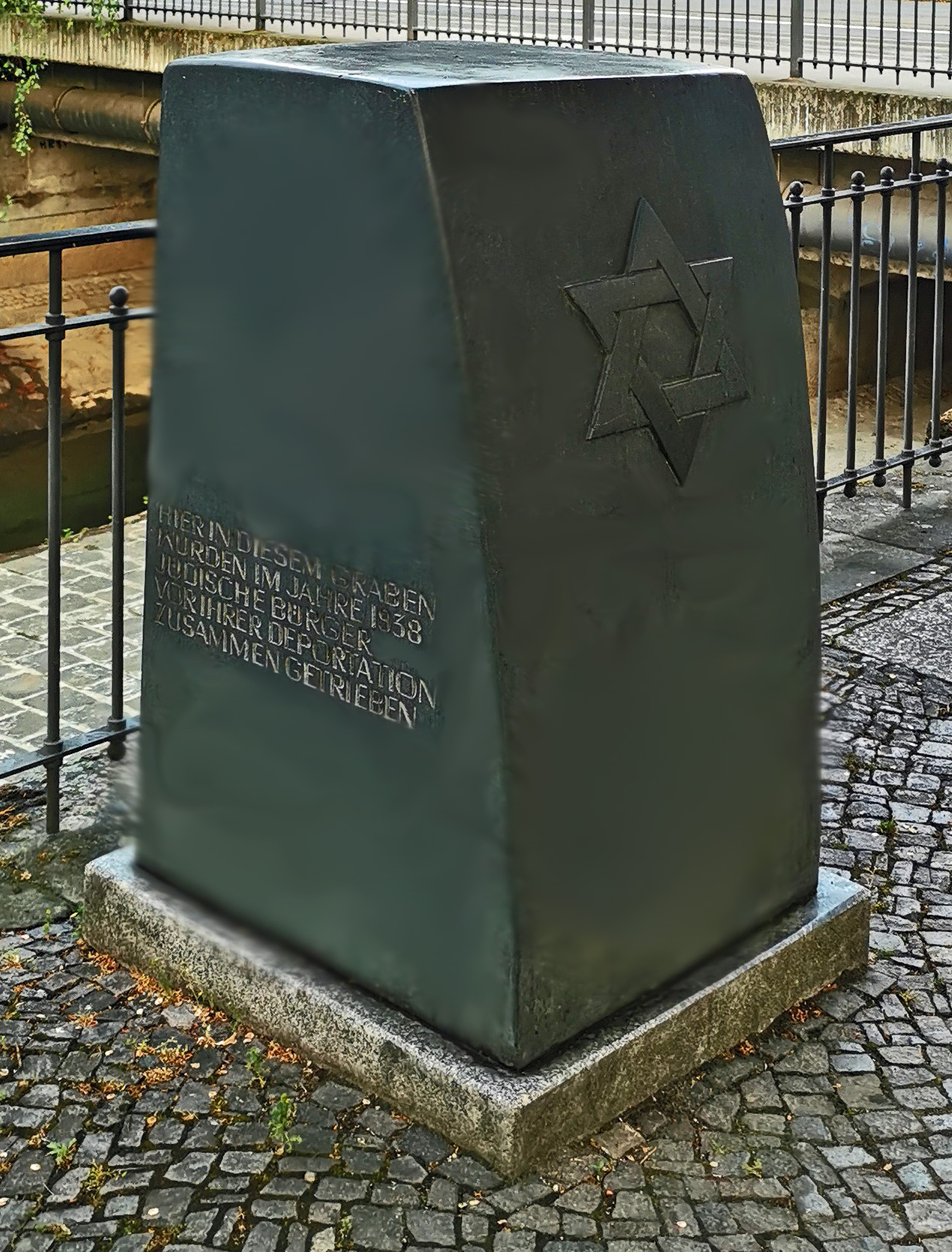
Denkmal zur Judendeportation
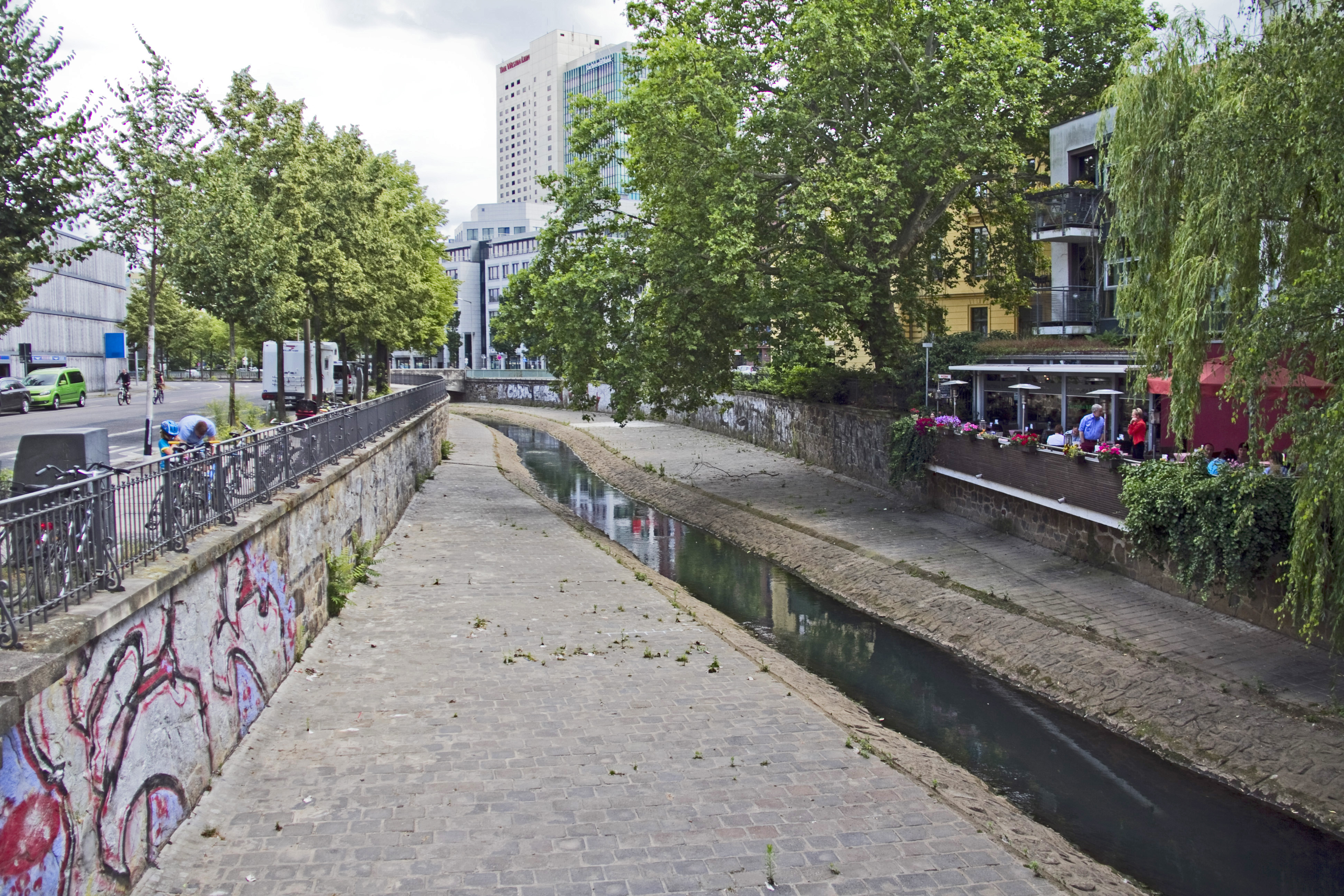
Parthe-Graben mit Denkmal (ganz links)

- Das Denkmal für jüdische Bürger in Leipzig am ausgemauerten Flussbett der Parthe in der Nähe des Leipziger Zoos erinnert an das Novemberpogrom in Leipzig 1938, als jüdische Menschen, darunter Frauen und Kinder, ins Flussbett gezwängt und stundenlang festgehalten wurden.[10]
- Zur Zeit des Dritten Reiches konnten Angehörige der damals verbotenen Arbeiterbewegung an den Rasthütten der Quelle Gossenborn unentdeckt den 1. Mai feiern. Bis in die 1970er Jahre fand im Mai/Juni dort im Wald das Parthenfest statt, seitdem wird es in Glasten abgehalten.